# 龍憐
龍氏（？—？），字憐，晉朝時期人物，西道縣人。

## 生平
十三歲龍憐嫁給皮京，皮京不到一年便去世了，皮京的兩個弟弟也相繼去世，龍憐沒有子嗣，也沒有五服之內的親人。龍憐賣出她出嫁時的嫁妝，親自紡紗織布賺錢，數年間將三個人的喪事都辦妥，喪事完畢後，每次仍按時祭祀。州里的人聽聞她的賢名，常常有人想聘娶她，龍憐誓不改嫁，守節生活了五十多年後去世。

## 評價
- 湛方生：憐蓋草萊之婦人耳，生於幽谷之中，長於荒榛之下，目不見尺素之文，耳不聞今古之說，師心率己，蹈茲四德，抑可謂稟靈山嶽，自然天知者矣，而彤管未揮，令問不彰，非所以表賢崇善，激揚貞風也。[4]

## 延伸阅读
[在维基数据编辑]
 《晉書·卷096》，出自房玄齡《晉書》